# Conde do Tojal (vapor)
O Conde do Tojal foi um vapor português. O navio foi utilizado na fiscalização aduaneira da região do Algarve foi utilizado também para o transporte de tropas.

## História
Foi um vapor de rodas que fora construído em Inglaterra por conta do Ministério da Fazenda em 1845. A 1 de Setembro de 1845 largou de Londres com destino a Lisboa. 

Participou no bloqueio do Porto em 1847 durante a Revolução da Maria da Fonte. 